# L'Esportiu
L'Esportiu és l'únic diari esportiu en català publicat a Catalunya, editat per Hermes Comunicacions. Fins a l'abril del 2014 va rebre el nom de El 9 Esportiu de Catalunya. La seva primera edició va ser el 2 de gener de 2002 i ha rebut premis com el Joan Coromines (2002) i el Premi Nacional de Cultura (2003).

## Origen
El primer número de L’Esportiu va aparèixer el 2 de gener de 2002. Va ser una iniciativa de la Coordinadora de Mitjans (COMIT), que agrupava també altres editores en català tant en paper com en digital. Als seus començaments es va distribuir com una publicació independent i en una versió reduïda juntament amb altres diaris com Segre, Regió7, Diari d'Andorra i El 9 Nou.
Va ser el primer diari català amb una visió nacional de l'esport. Neix com un diari d’esport d’elit amb un objectiu, que era complementar la informació esportiva catalana que oferien les capçaleres del diari. Es va començar a editar en tres territoris diferents: Girona, Tarragona i Barcelona.

## Història
L’any 2010, ja integrat a Hermes Comunicacions, va substituir la secció d'esports de l'Avui. Això va provocar que més gent llegís els articles però per contra, va perdre la seva portada ja que no era considerat un diari independent.
El 31 de juliol de 2011 es van unir les capçaleres dels dos principals diaris de l'empresa Hermes Comunicacions. Això va provocar que El 9 Esportiu (nom del diari en aquell moment) deixés de ser encartat en aquests diaris. Llavors va començar a ser qüestionada la seva continuïtat després d’aquesta unió de les dues capçaleres. El 9 Esportiu va començar a rebre mostres de suport cap als treballadors.
El 14 d’agost de 2011 s'inicia una nova etapa del diari ja com a publicació independent. Va ser ampliada i renovada per l'empresa, Maig 2011 SLL, formada per antics treballadors d’Hermes Comunicacions. Fins l’agost de 2013 també s'encarregava de la secció esportiva d’El Punt Avui. El diari El 9 Esportiu inaugurà també una pàgina web. Va estar disponible als quioscos i disposava d’una major quantitat de contingut, pràcticament el doble del que oferia als seus inicis.
A partir del 12 d’agost de 2013 va passar a ser distribuït en tres edicions diferents, és a dir, com un diari independent que es podia comprar als quioscos i alhora amb el diari El Punt Avui i el bisetmanari El 9 Nou. El Punt Avui era l’únic rotatiu que oferia dos diaris diferents cada dia: un d'informació general i un altre esportiu.

## Relació de directors
A l’any 2003 Pep Riera va passar a ser director del diari, abans ocupava el càrrec de director adjunt. A la nova etapa, a partir de l’agost del 2013, el director era Emili Gispert. L’actual director de L’Esportiu és Toni Romero i Estanyol.
El director adjunt és Jordi Camps i els caps de redacció són Ferran Correas (Barça), Jordi Danès (Futbol) i Lluis Simón i Joan Martí (Més Esport). L'engranatge del diari també el conformen Jordi Grau (Actualitat), Toni Muñoz (Opinió, Llengua i Imatge), Ferran Espada (Web, Seleccions i Reportatges) i Pep Riera (Informació de Gènere).

## Relació de col·laboradors
Alguns dels col·laboradors i redactors del diari L’Esportiu han estat Franc Bayer, Jordi Basté, Anna Ballbona, Xavier Coromina, Imma Merino, Joan Beumala, Toni Brosa, Àlex Santos, Manel Rordríguez, Jordi Maluquer, Xavi Torres, Albert Edjogo-Owono, Jordi Mayoral, Josep Maria Solé i Sabaté, Martí Ayats i Enric Matarrodona.
Al lloc web, col·labora Jordi Molins i Ramon Buch (Disseny), Josep Madrenas, Joan Sarola i Teresa Mayayo (Desenvolupament Web i Sistemes) i Ruth Sala (WebMaster).